# Área bajo la curva (farmacología)

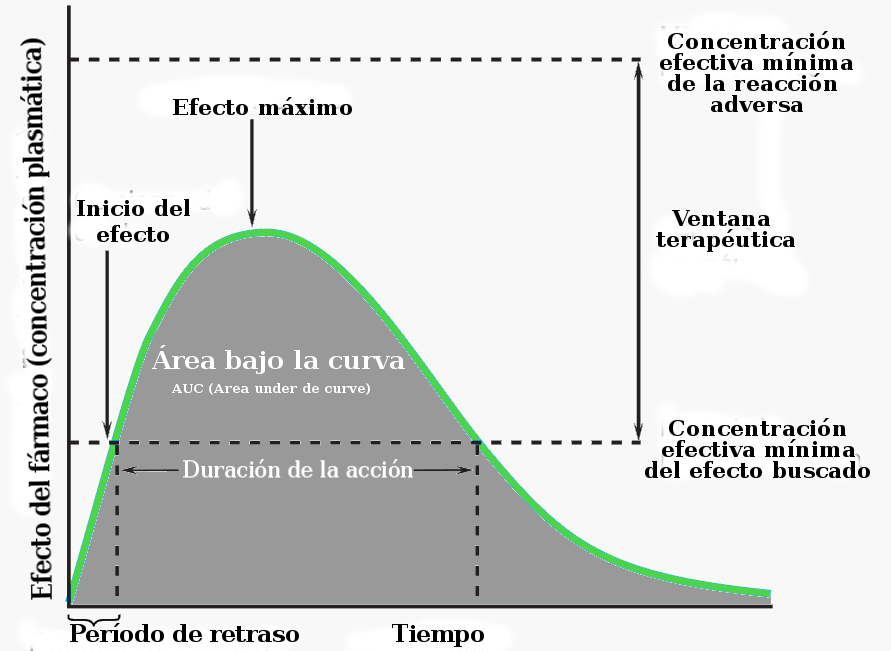
Área bajo la curva, representada en gris. Basado en Goodman & Gilman

El área bajo la curva, cuyo símbolo es AUC (siglas en inglés de area under the curve), corresponde a la integral de la concentración de plasma de un fármaco frente a un intervalo de tiempo definido. El nombre completo es área bajo la curva de la concentración plasmática y se utiliza para cuantificar la absorción de la sustancia hacia la circulación sistémica.
En la práctica, se usa la aproximación siguiente:
AUC = ƒ ([C] X Dt),
donde ƒ es la fracción de absorción biodisponible, [C] es la concentración medida y Dt es el intervalo de tiempo entre dos mediciones.
La precisión de AUC crece con la cantidad de mediciones de concentración tomadas. El AUC se expresa en masa (mg, g).
En farmacología, en el estudio del comportamiento y el efecto de los medicamentos, la farmacocinética describe la forma como el organismo actúa sobre éstos. En los casos más simples, las fases por las que pasa la sustancia varían directamente con la dosis administrada hasta el momento de la depuración (clearance o aclaramiento) o eliminación aparente del fármaco tras su excreción. Se espera que estos parámetros sean constantes con la administración de diferentes dosis o si el fármaco se administra por diferentes vías, etcétera.[cita requerida]
Al graficar el cambio de la dosis de la sustancia en función del tiempo, se produce el área bajo la curva, que representa la concentración en el plasma sanguíneo, la cual, en cinéticas lineales, varía proporcionalmente con la dosis. En los momentos iniciales de la administración del medicamento, su concentración aumentará con el tiempo hasta llegar a un punto en que su concentración sanguínea disminuye por razón de su metabolismo y excreción o su aclaramiento, y finalmente su concentración plasmática retornará a cero. En estos casos, independientemente de la dosis administrada, su depuración es constante.[cita requerida]
En estudios de farmacología, se considera que la cantidad de fármaco que es absorbido es igual a la administrada cuando el fármaco se administra por vía intravascular y suele expresarse mediante el área bajo la curva (AUC) de concentraciones plasmáticas. Esta área suele calcularse por el método trapezoidal a partir de las concentraciones plasmáticas obtenidas a diferentes tiempos. Por cualquier otra vía es posible que la cantidad absorbida sea inferior a la dosis administrada debido a la preparación farmacéutica y a la eliminación presistémica. La fracción de absorción biodisponible (ƒ) es la fracción de la dosis administrada que llega a la circulación sistémica en forma inalterada y se obtiene dividiendo el AUC obtenida tras la administración extravascular (AUCev) por la obtenida por vía intravenosa (AUCiv), teniendo en cuenta la dosis administrada por cada vía y la depuración (Cl) del individuo.
El AUC depende no sólo de los procesos de absorción, sino también de eliminación. Ahora bien, cuando la eliminación se mantiene constante, las variaciones de AUC reflejan las diferencias en la cantidad absorbida. Cuando la comparación de las áreas se realiza en los mismos pacientes y la dosis por vía extravascular es igual a la intravenosa, la fórmula se simplifica como sigue:
ƒ= AUCev / AUCiv
El área bajo la curva se utiliza también para calcular la eliminación de primer orden.
CL = Dosis/AUC
El AUC también se emplea como medida de biodisponibilidad (100% para un fármaco que se administra por vía intravenosa). La biodisponibilidad será menor de 100% para los fármacos que se administran por vía oral, principalmente por su absorción incompleta y su metabolismo y eliminación de primer paso.